# Бахрам VII
Бахрам VII (среднеперсидский: Вахрам) был сыном Йездигерда III, последнего шахиншаха Сасанидской империи. После смерти отца в Мерве в 651 году Бахрам бежал в Китай вместе со многими другими сасанидскими вельможами, где он и его брат Пероз III попросили китайского императора Гао-цзуна поддержать их в их борьбе против арабов. Бахрам неоднократно пытался отбить у арабов оккупированные иранские территории, что ему не удалось.
Некоторые идентифицируют аристократа Алуохана как Бахрама VII. По словам китайского учёного, так называемого Наньмэй (кит. 南昧), чья статуя была воздвигнута вместе со статуей Пероза III в мавзолее Цяньлин, следует отождествлять с Алуоханем.
Фигура Вахрам-и-Варьяванд в поздней пехлевийской литературе может указывать на Бахрама VII.
Бахрам умер в 710 году в своём частном доме в Лояне.
Сын Бахрама VII, принц Хосров, записан как Джулуо (кит. 俱羅, пиньинь Jū Luó) в китайском источнике, продолжил военные усилия своего отца. Однако кампании Хосрова и его первое успешное вторжение в Персию в конечном итоге не увенчались успехом. Вероятно, это тот самый Хосров, которого упоминает ат-Табари.